# Otto Dietze (Architekt)
Otto Dietze (* 1. Juli 1833 oder 1832 in Chemnitz; † 17. Oktober 1890 in Riga) war ein deutscher Architekt, der in den 1860er und 1870er Jahre viele Bauten in Jelgava (deutsch: Mitau) erstellte, nachdem er dort 1863 als erster Stadtarchitekt berufen worden war.
Mit dem Stadtbaumeister von Riga, Johann Daniel Felsko, plante Otto Dietze nach dem Abriss der Stadtbefestigung das neue Stadtzentrum von Riga.

## Bauten

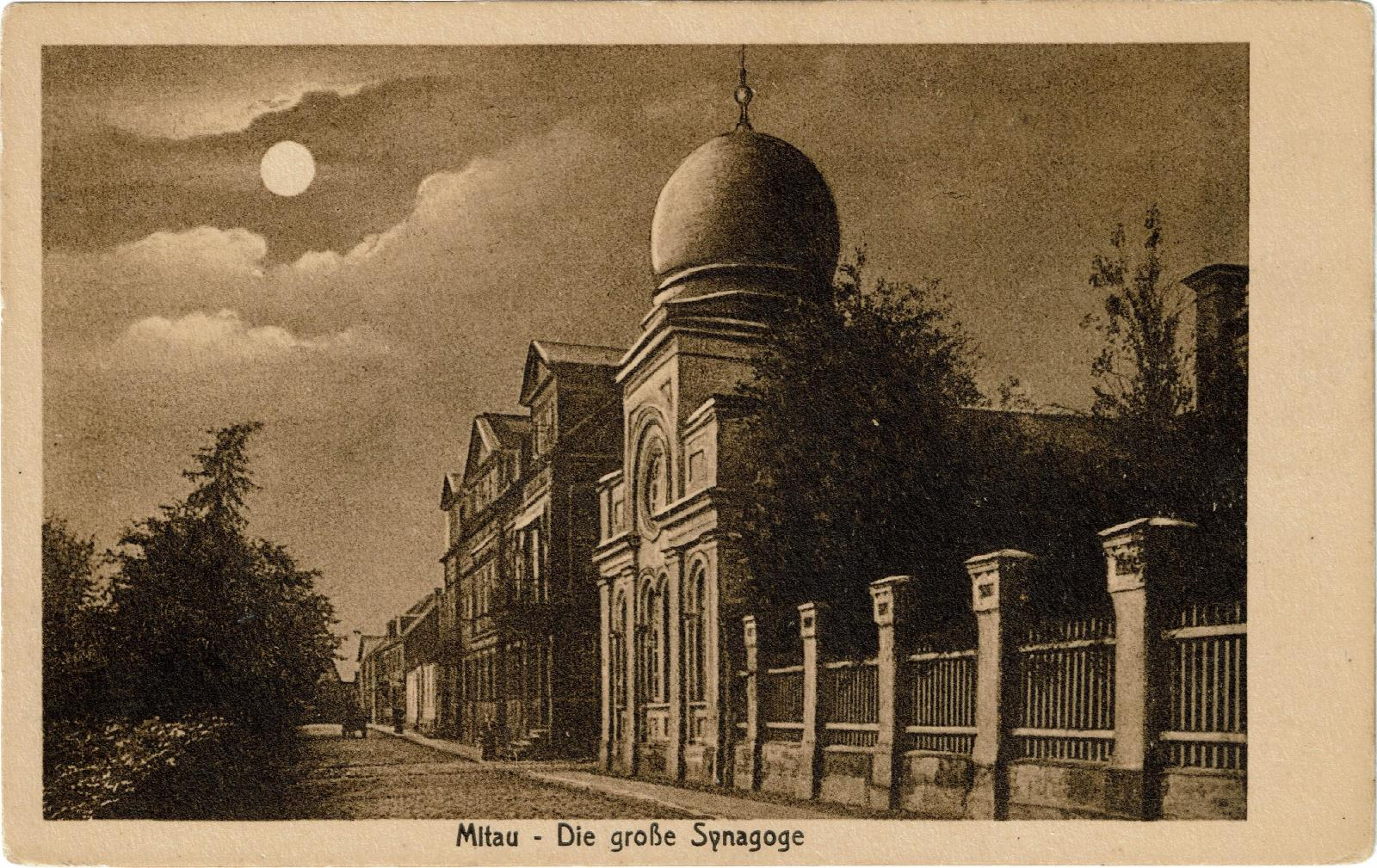
Postkarte mit der Großen Synagoge in Jelgava, Anfang des 20. Jahrhunderts

- Große Synagoge in Jelgava, erbaut in den 1860er Jahren und zerstört im Zweiten Weltkrieg von den deutschen Besatzern
- Brücke über die Venta bei Kuldīga.[3]